# Pantelej
Pantelej é um município pertencente ao distrito de Nišava, na região de Ponišavlje. A sua população era de 52290 habitantes segundo o censo de 2011.

## Demografia
| 2002  | 2011  |
| ----- | ----- |
| 42137 | 52290 |